# Wojciech Skibiński (ur. 1959)
Wojciech Skibiński (ur. 23 lipca 1959 w Krzeszowicach) – polski aktor filmowy i teatralny.

## Życiorys
W 1986 roku ukończył krakowską Państwową Wyższą Szkołę Teatralną, a wcześniej Akademię Wychowania Fizycznego. W latach 1986–1988 był aktorem Teatru Śląskiego w Katowicach, a od 1988 roku gra na deskach Teatru im. J. Słowackiego w Krakowie.

## Filmografia
- 2023 – Dewajtis jako Piotr Wojnat (odc. 1–6)
- 2022 – Minuta ciszy (serial telewizyjny) jako Lutek (odc. 1–6)
- 2018 – Komisarz Alex jako Mateusz Lepecki (odc. 150)
- 2014 – Czas honoru jako Ryszard, ojciec Adama (odc. 10 i 12)
- 2012−2013 – Prawo Agaty jako sędzia Radosz (odc. 19 i 51)
- 2012 – Komisarz Alex jako detektyw Wigurski (odc. 16)
- 2011 – Układ warszawski jako Franciszek (odc. 11 i 12)
- 2010 – Święty interes jako Kozioł
- 2010 – Na Wspólnej jako Leśniewski
- 2008 – Wydział zabójstw jako naczelnik
- 2008 – Barwy szczęścia jako Marek Nowacki, lekarz na OIOM-ie (odc. 94–96, 101)
- 2001 – Klinika pod Wyrwigroszem jako dowódca brygady antyterrorystycznej (odc. 3)
- 1994 – Śmierć jak kromka chleba
- 1993 – Złoto Alaski (tyt. oryg. Goldrush in Alaska), nie występuje w napisach
- 1988 – Rodzina Kanderów jako Fredzio (odc. 3)
- 1985 – Tanie pieniądze jako Włodek
- 1982–1986 – Blisko, coraz bliżej, nie występuje w czołówce